# Битка код Гроа
Битка код Гроа вођена је 23. априла 1795. године између француске и енглеске флоте током Рата прве коалиције. Завршена је енглеском победом.

## Битка
Британска Каналска флота (14 линијских бродова), на челу са Александром Бридпортом, ступила је 22. априла на око 80 mi (130 km) јужно од Бреста у додир са француском ескадром (12 линијских бродова) на челу са адмиралом Лујем-Томасем Виларе Де Жоајезом. Жоајез је покушао да се повуче према Лорјану, али су га Британци стигли идућег јутра у близини Гроа. После трочасовног артиљеријског боја, три француска линијска брода су се предала. На њима је било укупно 700 погинулих. Остали су успели да се повуку у Лорјан.